# Nocloa aliaga
Nocloa aliaga är en fjärilsart som beskrevs av Barnes 1905. Nocloa aliaga ingår i släktet Nocloa och familjen nattflyn. Inga underarter finns listade i Catalogue of Life.